# Exochus limbatus
Exochus limbatus är en stekelart som beskrevs av Valentina I. Tolkanitz 1993. Exochus limbatus ingår i släktet Exochus och familjen brokparasitsteklar. Inga underarter finns listade i Catalogue of Life.